# Phòng Bầu dục

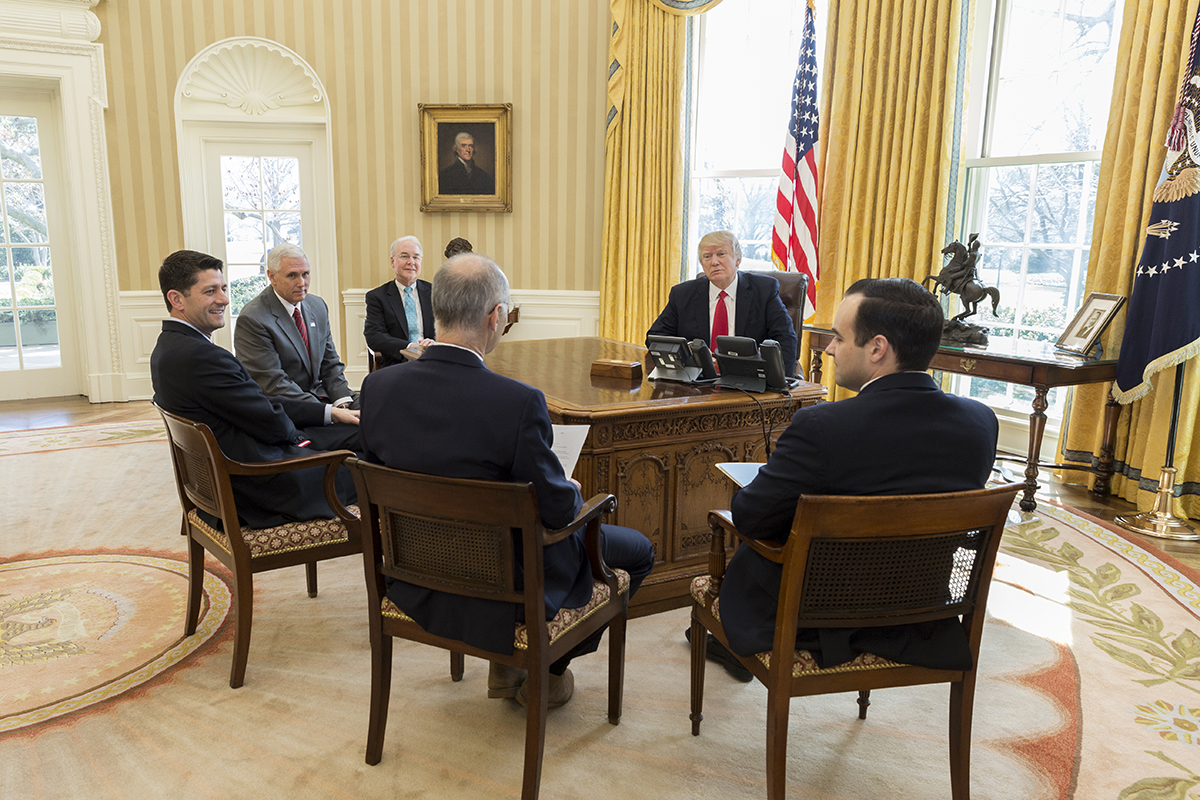
Tổng thống Donald Trump gặp gỡ với: (từ trái qua) Bộ trưởng Y tế và Dịch vụ Nhân sinh Hoa Kỳ Tom Price; Phó Tổng thống Mike Pence; Chủ tịch Hạ viện Paul Ryan; Zeke Emanuel; và Chủ tịch Hội đồng Chính sách Quốc gia Andrew Bremberg. (ngày 20 tháng 3 năm 2017 tại Phòng Bầu dục)

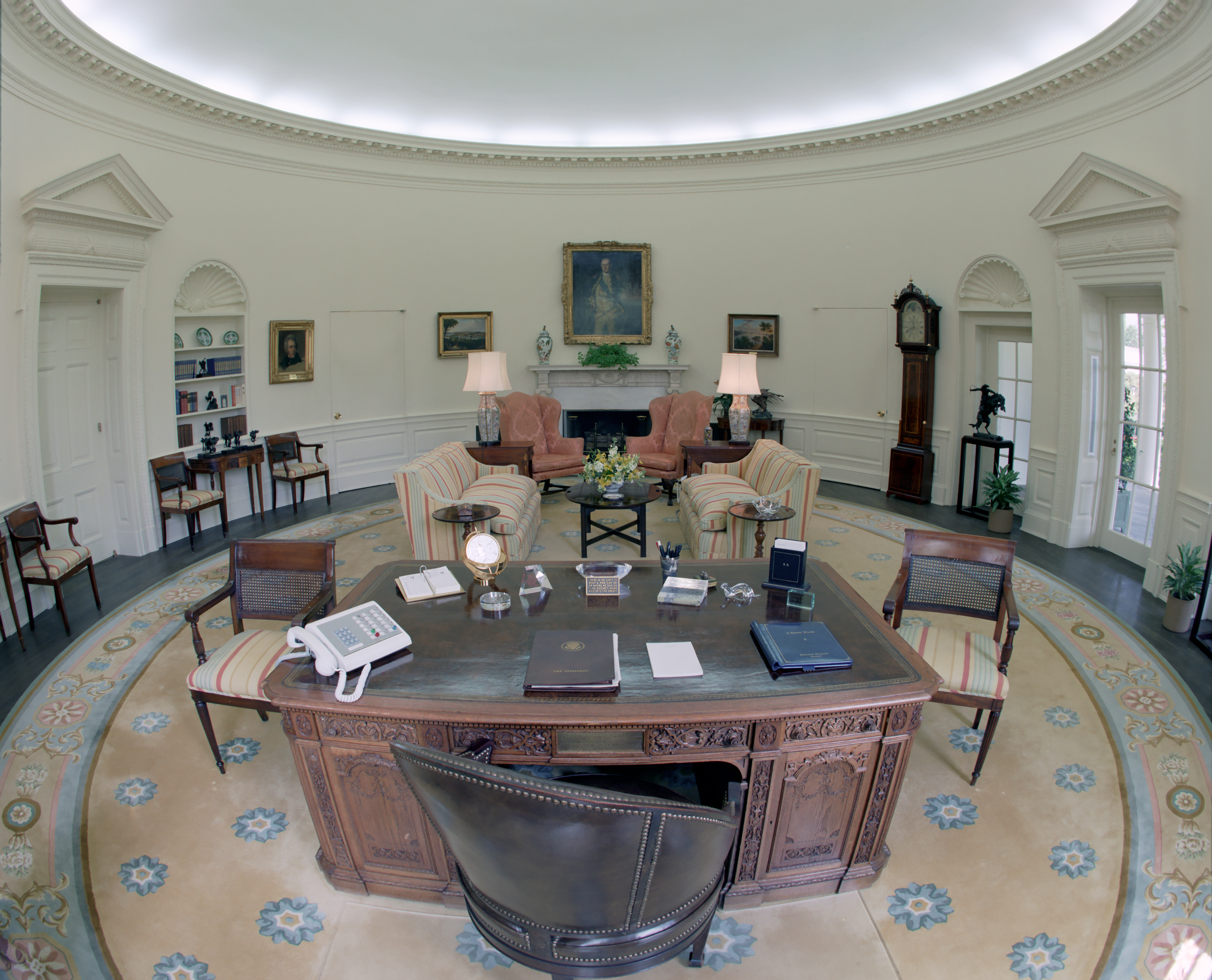
Văn phòng Bầu dục vào năm 1981

Phòng Bầu dục hay văn phòng Bầu dục (tiếng Anh: oval office) là nơi làm việc của Tổng thống Hoa Kỳ, được đặt tại Cánh Tây (West Wing) của Nhà Trắng, thủ đô Washington, D.C..
Không gian nội thất bên trong văn phòng thường được trang trí và chỉnh sửa theo ý muốn của Tổng thống đương nhiệm, ví dụ như bàn ghế làm việc, rèm cửa hay tấm thảm hình oval lớn giữa nền. Nội thất, đồ trang trí có thể được chọn lựa từ bộ sưu tập của Nhà Trắng hoặc từ các bảo tàng.